# Arroio do Só (distrito de Santa Maria)
Arroio do Só es un distrito del municipio de Santa María, en el brasileño estado del Río Grande del Sur. Está situado en la parte este de Santa María. El asiento del distrito se encuentra a 36 km del centro de Santa María, y está situado cerca de limitar con el distrito de Palma y los límites con el municipio de Restinga Seca.
El distrito de Arroio do Só posee un área de 159,30 km² que equivale al 8,89% del municipio de Santa María que es 1791,65 km².

## Historia
El distrito fue creado en 1886, en 1993 el nombre del distrito fue cambiado a "Arroio do Sol", y, en 1998, su nombre volvió a ser Arroio do Só.
En 1950, Arroio do Só poseído 460 km². En 1961 pierde parte de su territorio al distrito de Santa Flora y, en 1997, al distrito de Palma.

## Límites
Los límites del distrito con los distritos de Pains, Palma, y, Passo do Verde, y, con los municipios de Restinga Seca y Formigueiro.

## Barrios
El distrito de Arroio do Só comprende el siguiente barrio:
- Arroio do Só

## Carreteras y ferrocarriles
- En el barrio no hay carretera;
- En el barrio hay ferrocarril de América Latina Logística;